# Скромна пропозиція
«Скромна пропозиція щодо запобігання тому, аби діти з бідних родин були тягарем для батьків або держави, та як зробити їх корисними для громадськості», також «Скромна пропозиція», — це ювеналійськийсатиричний памфлет, написаний і опублікований англо-ірландським письменником і священнослужителем Джонатаном Свіфтом анонімно в 1729 році. У памфлеті йдеться про те, що сім'ї бідняків в Ірландії могли б вирішити свої економічні проблеми продажем власних дітей еліті як їжу. Використана Свіфтом сатирична гіпербола мала на меті висміяти вороже ставлення до бідних людей та анти-католицизм серед протестантської верхівки, а також політику адміністрації Дублінського замку (Уряді) в цілому.Зараз в англійській мові вислів «скромна пропозиція» традиційно вважається натяком на стиль прямолінійної сатири.

## Передумови написання
«Скромна пропозиція» була написана під час одного з найбільших в історії Ірландії неврожаїв картоплі, який спричинив сильний голод (див. Великий голод в Ірландії). Незважаючи на те, що вимирали цілі селища, англійський уряд не вживав жодних заходів і навпаки продовжував перешкоджати розвитку землеробства в Ірландії через побоювання можливої конкуренції з ірландським хлібом. У 1729 році в країні було більше 34 000 жебраків. Відомі випадки, коли у збіднілих сім'ях спеціально калічили дітей, щоб викликати до них жалість і в такий спосіб врятувати від голодної смерті.

## Зміст

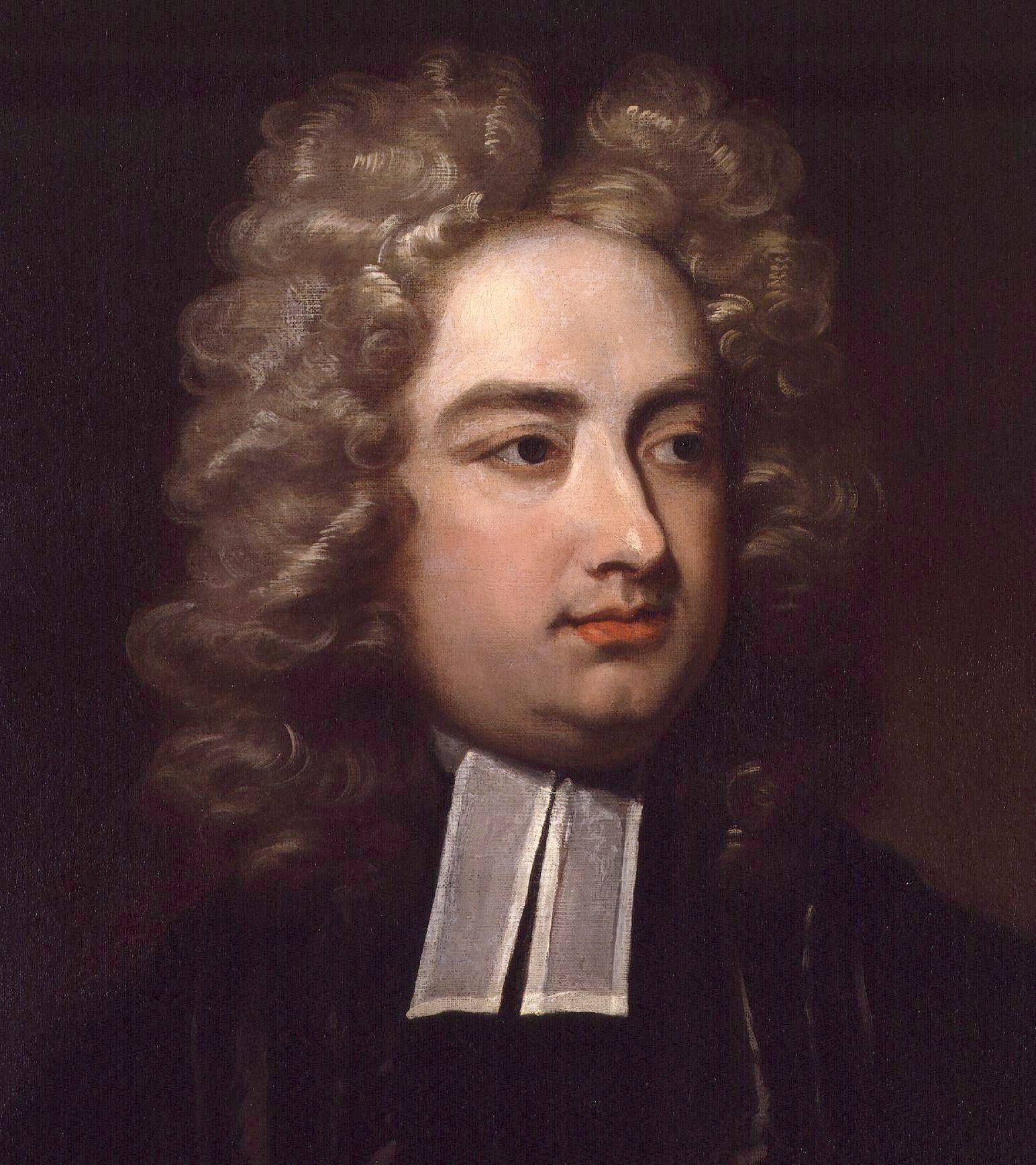
Портрет Джонатана Свіфта

Написаний Свіфтом памфлет вважають одним із найвидатніших прикладів стійкої іронії в історії англійської літератури. Цінність та особливість твору полягає в прийомі, який застосував автор: у першій частині памфлету описано тяжке становище жебраків в Ірландії, після чого читача застає зненацька твердження Свіфта: «Молода, здорова, добре вигодована однорічна дитина — найсмачніша, найситніша і найкорисніша пожива, будь вона тушкована, смажена, запечена чи варена».
Свіфт докладає чимало зусиль, щоб підтвердити свій аргумент, та створює список варіантів приготування дітей і розрахунки, що показують фінансову вигоду його пропозиції.
У творі автор пародіює тодішнього впливового діяча Вільяма Петті та соціальну інженерію, популярну серед послідовників Френсіса Бекона. Глузування проявляється у зверненні до авторитету «одного дуже обізнаного американця, мого знайомого в Лондоні» та «відомого Псалманазара, уродженця острова Формоза» (який заявив, що родом не з Формози ще в 1706 році).
Джонатан Свіфт пропонує свої реформи паралепсисом (апофазією), у традиціях римської сатири:
|  | Тому нехай ніхто не говорить мені про інші способи: про стягнення податків по п’ять шилінгів за фунт, про використання будь-якого одягу та меблів, окрім тих, які ми самі виготовляємо; про цілковиту відмову від предметів розкоші; про лікування гордині, марнославства та неробства в наших жінках; про більшу розсудливість та поміркованість; про вирощування любові до нашої країни, бо ми відрізняємося навіть від лапландців і мешканців Топінамбу; про припинення ворожнечі та поділу суспільства на групи, аби не діяти як євреї, які вбивали одне одного тоді, як їхнє місто було захоплене; про обережність, щоб не продати нашу країну та совість за безцінь; про те, аби навчити землевласників хоча б граму милосердя до своїх орендарів. І нарешті про те, аби вкласти дух чесності, працьовитості та майстерності у власників крамниць, які, якби тепер було прийняте рішення купувати лише вітчизняні товари, негайно об’єдналися б, щоб обдурити нас та вимагати певної ціни чи міри. І, Боже, ніколи не вдалося б змусити їх зробити хоч одну пропозицію справедливого ведення справ, хоч як би часто й щиро їх не просили б про це. Тому я повторюю: нехай ніхто не розповідає мені про ці й подібні способи, доки не з’явиться бодай проблиск надії, що коли-небудь буде якась сердечна й щира спроба втілити їх у життя. |

## Публічна реакція

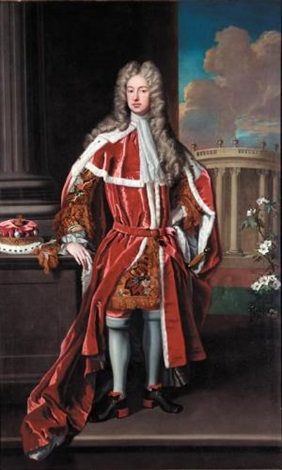

Публікація памфлету Джонатана Свіфта сколихнула спільноту. Робота була спрямована на еліту, і та, у свою чергу, вирішила не мовчати. Кілька впливових членів тогочасного суспільства написали ірландському письменнику про його твір. В одному з таких листів, написаному лордом Батерстом (12 лютого 1729–30 рр.), повідомляється, що думку Свіфтового послання зрозуміли, і інтерпретували це як комедійний твір:
|  | Я одразу ж висунув пропозицію з Вашого твору леді Батерст. Особливо стосовно її останнього синочка, який народився найтовстішим і наймилішим, що тільки можна побачити. Але вона впала в пристрасть і попросила послати Вам відповідь, що не збирається виконувати Ваших вказівок, а син її виросте священиком і буде жити як сир у маслі. Або адвокатом, і тоді замість того, щоби бути з'їденим самим, він буде пожирати інших. Ви знаєте, що жінки в пристрасті не зважають на те, що вони говорять. Але, оскільки вона дуже розумна леді, я майже схилив її до Ваших ідей, переконавши, що в нашому випадку ми не зможемо утримувати всіх дев’ятьох. І тепер вона починає думати, що було б розумно, аби молодший здобував статки для старшого: і на цій нозі чоловік зможе виконувати сімейні обов’язки з більшим завзяттям. Бо якби він мав близнюків, продаж одного міг би забезпечити іншого. Або якщо випадково, поки його дружина лежить з однією дитиною, він потрапить на тіло іншої жінки, чоловік може позбутися найтовстішої з двох, і це допоможе виховати другу. Що більше я міркую над цією схемою, то розумнішою вона здається мені. І це ні в якому разі не повинно обмежуватися Ірландією, бо, цілком ймовірно, незабаром ми будемо такими ж бідними тут, як і ви там. Я справді вірю, що ми підемо далі і не обмежуватимемо нашу розкіш лише поїданням дітей, бо нещодавно я випадково зазирнув у велике зібрання [парламенту] неподалік від Вестмінстерського палацу і побачив, що там смажать великого товстуна. Якщо я правильно зрозумів, четверо чи п'ятеро з компанії мали диявольський намір на хлопця. Ну, прощавайте. Певно, тепер Ви шкодуєте, що я закінчив не на вигідній ноті. |